# Paulo de la Cruz
Paulo César de la Cruz Télles (Los Olivos, Lima, 22 de octubre de 1999) es un futbolista peruano. Juega como mediocentro ofensivo y extremo derecho y su equipo actual es el Atlético Grau de la Liga 1 de Perú.

## Trayectoria

### Universitario de Deportes
Realizó todas las divisiones menores en Universitario de Deportes. El 2018 fue promovido a los 18 años al primer plantel por el entrenador argentino Pedro Troglio. En su primer partido en la Noche Crema 2018 frente a Independiente de Medellín hizo unas jugadas de lujo que dejó maravillado a la hinchada merengue. Luego de su gran debut, firma su primer contrato profesional por 2 temporadas además jugó la Copa Libertadores 2018 frente a Oriente Petrolero. Luego con la llegada del chileno Nicolás Córdova fue mandado a la reserva junto a Brayan Velarde, perdiendo continuidad. Luego con la llegada de Ángel Comizzo volvió al equipo principal, volviendo a su mejor nivel. A finales del 2019 renovó su contrato por 1 año más. El 2020 tuvo una temporada irregular, sumando 103 minutos en 7 partidos. 

### Atlético Grau
A inicios del 2021 ficha por Atlético Grau, club de la Liga 2 Perú. Logró una gran temporada con bastante continuidad y protagonismo, logra ser campeón de la Liga 2, ganándole la final a Sport Chavelines. Logra clasificar a la Copa Sudamericana 2025.

## Estadísticas
Actualizado al último partido disputado el 29 de octubre de 2023.
| Universitario de Deportes · Perú | 1.ª           | 2018          | 13  | 0 | - | - | 2 | 0 | 15  | 0 |
| Universitario de Deportes · Perú | 1.ª           | 2019          | 15  | 0 | 3 | 0 | - | - | 18  | 0 |
| Universitario de Deportes · Perú | 1.ª           | 2020          | 7   | 0 | - | - | 0 | 0 | 7   | 0 |
| Universitario de Deportes · Perú | Total club    | Total club    | 35  | 0 | 3 | 0 | 2 | 0 | 40  | 0 |
| Atlético Grau Perú | 2.ª           | 2021          | 23  | 0 | 3 | 0 | - | - | 26  | 0 |
| Atlético Grau Perú | 1.ª           | 2022          | 35  | 2 | - | - | - | - | 35  | 2 |
| Atlético Grau Perú | 1.ª           | 2023          | 33  | 3 | - | - | - | - | 33  | 3 |
| Atlético Grau Perú | 1.ª           | 2024          | 33  | 3 | - | - | - | - | 33  | 3 |
| Atlético Grau Perú | 1.ª           | 2025          |     |   | - | - |   |   |     |   |
| Atlético Grau Perú | Total club    | Total club    | 124 | 8 | 3 | 0 | 0 | 0 | 124 | 8 |
| Total carrera | Total carrera | Total carrera | 159 | 8 | 6 | 0 | 2 | 0 | 164 | 8 |
| (1)Incluye datos de la Copa Bicentenario (2019 y 2021). (2)Incluye datos de la Copa Libertadores de América (2020) y la Copa Sudamericana. |               |               |     |   |   |   |   |   |     |   |

## Palmarés
| Título          | Club                      | País | Año  |
| --------------- | ------------------------- | ---- | ---- |
| Torneo Apertura | Universitario de Deportes | Perú | 2020 |
| Liga 2          | Atlético Grau             | Perú | 2021 |